# Museo d'arte moderna Mario Rimoldi
Il Museo d'arte moderna Mario Rimoldi si trova a Cortina d'Ampezzo, lungo il Corso Italia nei pressi della Basilica dei Santi Filippo e Giacomo. È stato inaugurato nel 1974 a seguito della donazione pervenuta alle Regole ampezzane da parte di Rosa Braun, vedova del collezionista Mario Rimoldi.

## Struttura
Il Museo si trova all’interno della Casa delle Regole (Ciasa de ra Regoles), che è anche la sede delle Regole d’Ampezzo, proprietà collettive di boschi e pascoli. Il piano terra e il primo piano ospitano mostre temporanee, il secondo piano la collezione permanente.

## La collezione permanente Mario Rimoldi

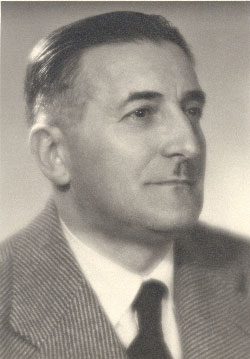
Mario Rimoldi

Mario Rimoldi, appassionato d'arte e mecenate ha avuto un ruolo importante nell'arte italiana, infatti tra gli anni Venti e Trenta i giovani maestri erano avvolti dall'indifferenza. Non vi era comprensione culturale della qualità dell'arte moderna e solo i pittori già consolidati dalla storia erano valorizzati. 
Inoltre, le istituzioni pubbliche, lente e incerte negli acquisti, venivano sostituite da privati, puri appassionati, dilettanti nella critica d'arte, Rimoldi era uno di loro. 
I suoi primi acquisti rientrano nella tradizione ottocentesca della pittura italiana, ma ben presto, sia sulle pareti dell'agenzia turistica da lui gestita che all'hotel Corona appariranno le tele degli artisti da lui ospitati. 
Risultato di questo lavoro è quella che oggi viene considerata dal Ministero per i Beni e le Attività Culturali una delle più significative collezioni in Italia per l'arte del XX secolo.
Artisti come Filippo de Pisis, Giorgio de Chirico, Mario Sironi, Massimo Campigli e Zoran Mušič, frequentatori della conca ampezzana, instaurano con il collezionista una fruttuosa amicizia.
Nel 1941, quando si apre a Cortina la prima Mostra Internazionale del Collezionista, la collezione di Mario Rimoldi è già delineata: spiccano gli splendidi dipinti di Filippo de Pisis, Giorgio Morandi, Pio Semeghini, Ottone Rosai, Massimo Campigli, Mario Sironi, Tullio Garbari, Gino Severini, Arturo Tosi, Mario Tozzi e Guido Guidi.
Nel dopoguerra entrano nella collezione le opere sperimentali di artisti già rappresentati con quadri figurativi. Il collezionista s'interessa ad artisti legati al filone figurativo e all'ambiente veneto, come Guido Cadorin, Giuseppe Cesetti, Bruno Saetti, Fiorenzo Tomea e Fortunato Depero, con aperture anche verso i nuovi movimenti che si vanno formando fuori dal Veneto. 

La collezione si arricchisce de La Zolfara di Renato Guttuso e di opere dei protagonisti della nuova sperimentazione, come Antonio Corpora, Roberto Crippa, Gianni Dova, Ennio Morlotti, Zoran Mušič, Giuseppe Santomaso, Emilio Vedova. 
Rimoldi scopre anche artisti stranieri, come Oskar Kokoschka, Fernand Léger, Jacques Villon, Ossip Zadkine e si accosta ai protagonisti delle neoavanguardie, agli astratti degli anni Cinquanta.

## Valorizzazione del patrimonio artistico
È funzione del museo conservare, valorizzare e promuovere la collezione, divulgare la figura del collezionista Mario Rimoldi e promulgare l'interesse per l'arte del Novecento italiano. Il museo collabora con prestiti a mostre temporanee di importanti istituzioni in Italia e all'estero. 
Inoltre mantiene sempre aperto il dialogo con gli artisti contemporanei e negli anni seguenti all'apertura del museo, numerose sono state le donazioni che hanno arricchito il patrimonio già presente. Noti artisti hanno fatto omaggio delle loro creazioni, come Zoran Mušič, Alis Levi, Ferruccio Gard, Mario Madiai, Armando De Stefano, Renato Restelli, Alba Gonzales, Cesarina Seppi, Barbarigo Cadorin Ida, Davide Orler.